# Gare de Route-de-Launaguet
La gare de Route-de-Launaguet est une gare ferroviaire française de la ligne de Bordeaux-Saint-Jean à Sète-Ville, située près de la route de Launaguet, sur le territoire de la ville de Toulouse, dans le département de la Haute-Garonne, en région Occitanie.
C'est une halte de la Société nationale des chemins de fer français (SNCF). Toutefois, l'arrêt n'est plus desservi depuis 2016.

## Situation ferroviaire
Établie à 139 mètres d'altitude, la gare de Route-de-Launaguet est située au point kilométrique (PK) 253,490 de la ligne de Bordeaux-Saint-Jean à Sète-Ville, entre les gares de Lalande-Église et de Toulouse-Matabiau.

## Histoire
En 2014, selon les estimations de la SNCF, la fréquentation annuelle de la gare était de 106 voyageurs.

## Service des voyageurs

### Accueil
Halte SNCF, c'est un point d'arrêt non géré (PANG) à entrée libre.

### Desserte
Route-de-Launaguet n'est plus desservie depuis 2016.

### Intermodalité
Le stationnement des véhicules est possible à proximité.

## Projet
Dans le cadre du projet de LGV Bordeaux - Toulouse, la gare sera déplacée d’une centaine de mètres vers le nord afin de faciliter la correspondance avec la ligne B du métro et le futur Toulouse Aerospace Express en station La Vache. Un réaménagement complet de la halte est en projet.
Ce réaménagement, en plus de déplacer la gare, augmentera fortement ses capacités. Elle devrait ainsi disposer de 4 quais répartis sur 6 voies.